# Indijansko leto
Za članak o meteorološkom fenomenu vidi Miholjsko leto
Indijansko leto (ital. Tutto ricominciò con un'estate indiana) je strip iz 1983. godine za koji je scenario napisao Hugo Prat, a ilustracije nacrtao Milo Manara. Radnja stripa odvija se u Novoj Engleskoj iz XVII veka i prati različite priče pojedinaca, kao i odnose između Indijanaca i američkih kolonizatora. Bukvalni prevod s italijanskog bio bi Sve počinje s indijanskim letom. Strip je imao premijeru u italijanskom časopisu Corto Maltese, u kome je u nastavcima izlazio tokom 1984. i 1985. godine. Po završetku izlaženja odmah je izašao u obliku strip albuma na 144 strane, postavši jedan od najvećih strip bestselera u svoje vreme.

## Nastanak stripa
Scenarista Hugo Prat kaže da je „trebalo pronaći i pročitati gomilu knjiga da bi se na pravi način napisala jedna takva priča“. Nakon što je pretražio svoju ličnu kolekciju knjiga, Prat je krenuo da traži materijal po raznim bibliotekama, nailazeći na čuđenje kada je tražio knjige o periodu naseljavanja Amerike u XVI i XVII veku.
Milo Manara oduvek je želeo da ostvari saradnju sa Pratom. Po rečima kritičara, Indijansko leto predstavlja jedan od njegovih najuspelijih radova, u kome se jasno može videti koliko mu je bilo stalo da opravda Pratovo poverenje.